# Élections municipales de 2013 dans Pontiac
Pour un article plus général, voir Élections municipales de 2013 en Outaouais.
Cet article concerne les élections municipales de 2013 en Outaouais dans la municipalité régionale de comté dans Pontiac.

## Alleyn-et-Cawood
| Candidats pour la mairie           | Vote | %     |
| ---------------------------------- | ---- | ----- |
| Carl Mayer                         | 110  | 67,90 |
| Charlene Scharf-Lafleur (Sortante) | 52   | 32,10 |
| Taux de participation : 49,7 %     |      |       |

| Candidats conseiller #1 | Vote            | %               |
| ----------------------- | --------------- | --------------- |
| Susan Tanner (Sortante) | Sans opposition | Sans opposition |

| Candidats conseiller #2 | Vote            | %               |
| ----------------------- | --------------- | --------------- |
| Ricky Lafleur (Sortant) | Sans opposition | Sans opposition |

| Candidats conseiller #3 | Vote | %     |
| ----------------------- | ---- | ----- |
| Sidney Squitti          | 91   | 56,17 |
| David Early             | 71   | 43,83 |

| Candidats conseiller #4 | Vote | %     |
| ----------------------- | ---- | ----- |
| Ronnie Lafleur          | 116  | 73,42 |
| Lorraine Molyneaux      | 42   | 26,58 |

| Candidats conseiller #5 | Vote | %     |
| ----------------------- | ---- | ----- |
| Christopher Salt        | 91   | 56,88 |
| Reggie (Rejean) Giroux  | 69   | 43,13 |

| Candidats conseiller #6                 | Vote            | %               |
| --------------------------------------- | --------------- | --------------- |
| Karen (Kim) Montague Milford (Sortante) | Sans opposition | Sans opposition |

## Bristol
| Candidats pour la mairie       | Vote | %     |
| ------------------------------ | ---- | ----- |
| Brent Orr (Sortant)            | 355  | 60,79 |
| William Kearnan                | 229  | 39,21 |
| Taux de participation : 48,2 % |      |       |

| Candidats conseiller #1 | Vote | %     |
| ----------------------- | ---- | ----- |
| Phillip Holmes          | 384  | 66,90 |
| John Levesque           | 190  | 33,10 |

| Candidats conseiller #2 | Vote | %     |
| ----------------------- | ---- | ----- |
| Tyler Sally             | 349  | 61,88 |
| Keith Smith (Sortant)   | 215  | 38,12 |

| Candidats conseiller #3     | Vote            | %               |
| --------------------------- | --------------- | --------------- |
| Colette O'Malley (Sortante) | Sans opposition | Sans opposition |

| Candidats conseiller #4 | Vote            | %               |
| ----------------------- | --------------- | --------------- |
| Greg Graham (Sortant)   | Sans opposition | Sans opposition |

| Candidats conseiller #5  | Vote            | %               |
| ------------------------ | --------------- | --------------- |
| Brian Drummond (Sortant) | Sans opposition | Sans opposition |

| Candidats conseiller #6   | Vote            | %               |
| ------------------------- | --------------- | --------------- |
| Debbie Kilgour (Sortante) | Sans opposition | Sans opposition |

## Bryson
| Candidats pour la mairie       | Vote | %     |
| ------------------------------ | ---- | ----- |
| Alain Gagnon                   | 194  | 62,99 |
| Albert Davis                   | 77   | 25,00 |
| Lloyd Stewart                  | 37   | 12,01 |
| Taux de participation : 61,5 % |      |       |

| Candidats conseiller #1 | Vote            | %               |
| ----------------------- | --------------- | --------------- |
| David Miljour (Sortant) | Sans opposition | Sans opposition |

| Candidats conseiller #2    | Vote            | %               |
| -------------------------- | --------------- | --------------- |
| Pierre Graveline (Sortant) | Sans opposition | Sans opposition |

| Candidats conseiller #3 | Vote            | %               |
| ----------------------- | --------------- | --------------- |
| Joanne Ralston          | Sans opposition | Sans opposition |

| Candidats conseiller #4 | Vote            | %               |
| ----------------------- | --------------- | --------------- |
| Wayne Cameron (Sortant) | Sans opposition | Sans opposition |

| Candidats conseiller #5 | Vote | %     |
| ----------------------- | ---- | ----- |
| Paul Gauthier           | 196  | 64,05 |
| Laura LaSalle           | 110  | 35,95 |

| Candidats conseiller #6  | Vote            | %               |
| ------------------------ | --------------- | --------------- |
| Nicole McGuire (Sortant) | Sans opposition | Sans opposition |

## Campbell's Bay
| Candidats pour la mairie       | Vote | %     |
| ------------------------------ | ---- | ----- |
| William Stewart (Sortant)      | 395  | 77,30 |
| Ariann Bouchard                | 116  | 22,70 |
| Taux de participation : 81,9 % |      |       |

| Candidats conseiller #1 | Vote | %     |
| ----------------------- | ---- | ----- |
| Raymond Pilon (Sortant) | 396  | 76,60 |
| Marco Izquierdo         | 121  | 23,40 |

| Candidats conseiller #2   | Vote | %     |
| ------------------------- | ---- | ----- |
| Timothy Ferrigan          | 384  | 74,27 |
| Betty Sparling (Sortante) | 133  | 25,73 |

| Candidats conseiller #3 | Vote | %     |
| ----------------------- | ---- | ----- |
| Maurice Beauregard      | 264  | 51,36 |
| Frank Frost (Sortant)   | 250  | 48,64 |

| Candidats conseiller #4  | Vote | %     |
| ------------------------ | ---- | ----- |
| Lisa Dagenais (Sortante) | 320  | 62,26 |
| Richard Gratton          | 194  | 37,74 |

| Candidats conseiller #5 | Vote | %     |
| ----------------------- | ---- | ----- |
| Lois Smith (Sortante)   | 248  | 46,97 |
| Robert Larivière        | 222  | 42,05 |
| Marc Racine             | 58   | 10,98 |

| Candidats conseiller #6         | Vote | %     |
| ------------------------------- | ---- | ----- |
| Suzanne Dubeau-Pilon (Sortante) | 245  | 47,67 |
| Alain Dubeau                    | 139  | 27,04 |
| Donald Pie Belland              | 130  | 25,29 |

## Chichester
| Candidats pour la mairie | Vote            | %               |
| ------------------------ | --------------- | --------------- |
| Donald Gagnon (Sortant)  | Sans opposition | Sans opposition |

| Candidats conseiller #1          | Vote            | %               |
| -------------------------------- | --------------- | --------------- |
| Mary-Lynne Adam-Jones (Sortante) | Sans opposition | Sans opposition |

| Candidats conseiller #2 | Vote            | %               |
| ----------------------- | --------------- | --------------- |
| Louis Schryer (Sortant) | Sans opposition | Sans opposition |

| Candidats conseiller #3  | Vote            | %               |
| ------------------------ | --------------- | --------------- |
| Jacques Fleury (Sortant) | Sans opposition | Sans opposition |

| Candidats conseiller #4       | Vote            | %               |
| ----------------------------- | --------------- | --------------- |
| Sharon Picard-Gray (Sortante) | Sans opposition | Sans opposition |

| Candidats conseiller #5  | Vote            | %               |
| ------------------------ | --------------- | --------------- |
| Brenda Tallon (Sortante) | Sans opposition | Sans opposition |

| Candidats conseiller #6 | Vote            | %               |
| ----------------------- | --------------- | --------------- |
| Neil Maloney            | Sans opposition | Sans opposition |

## Clarendon
| Candidats pour la mairie | Vote            | %               |
| ------------------------ | --------------- | --------------- |
| Terry Lloyd Elliott      | Sans opposition | Sans opposition |

| Candidats conseiller #1 | Vote            | %               |
| ----------------------- | --------------- | --------------- |
| Jerry Barber (Sortant)  | Sans opposition | Sans opposition |

| Candidats conseiller #2 | Vote            | %               |
| ----------------------- | --------------- | --------------- |
| James Howard (Sortant)  | Sans opposition | Sans opposition |

| Candidats conseiller #3 | Vote | %     |
| ----------------------- | ---- | ----- |
| Phillip I.H. Elliott    | 204  | 38,35 |
| David Holmes            | 177  | 33,27 |
| Ronald O. Hodgins       | 151  | 28,38 |

| Candidats conseiller #4    | Vote            | %               |
| -------------------------- | --------------- | --------------- |
| James Keven Knox (Sortant) | Sans opposition | Sans opposition |

| Candidats conseiller #5  | Vote | %     |
| ------------------------ | ---- | ----- |
| John Armstrong (Sortant) | 417  | 79,28 |
| Margaret Connolly        | 109  | 20,72 |

| Candidats conseiller #6 | Vote            | %               |
| ----------------------- | --------------- | --------------- |
| Mavis Hanna (Sortante)  | Sans opposition | Sans opposition |

- John Armstrong, conseiller #5, devient maire de Clarendon en cours de mandat[Quand ?].

## Fort-Coulonge
| Candidats pour la mairie   | Vote            | %               |
| -------------------------- | --------------- | --------------- |
| Raymond Durocher (Sortant) | Sans opposition | Sans opposition |

| Candidats conseiller #1   | Vote            | %               |
| ------------------------- | --------------- | --------------- |
| Gilles Beaulieu (Sortant) | Sans opposition | Sans opposition |

| Candidats conseiller #2    | Vote            | %               |
| -------------------------- | --------------- | --------------- |
| Gaétan Graveline (Sortant) | Sans opposition | Sans opposition |

| Candidats conseiller #3       | Vote | %     |
| ----------------------------- | ---- | ----- |
| Pierre Vaillancourt (Sortant) | 389  | 66,27 |
| Edmond Martineau              | 198  | 33,73 |

| Candidats conseiller #4   | Vote            | %               |
| ------------------------- | --------------- | --------------- |
| Debbie Laporte (Sortante) | Sans opposition | Sans opposition |

| Candidats conseiller #5   | Vote | %     |
| ------------------------- | ---- | ----- |
| Jacques Manseau (Sortant) | 341  | 58,29 |
| Erin Davis                | 244  | 41,71 |

| Candidats conseiller #6    | Vote            | %               |
| -------------------------- | --------------- | --------------- |
| Linda A. Romain (Sortante) | Sans opposition | Sans opposition |

## L'Isle-aux-Allumettes
| Candidats pour la mairie   | Vote            | %               |
| -------------------------- | --------------- | --------------- |
| Winston Sunstrum (Sortant) | Sans opposition | Sans opposition |

| Candidats conseiller #1    | Vote            | %               |
| -------------------------- | --------------- | --------------- |
| Marc Deslauriers (Sortant) | Sans opposition | Sans opposition |

| Candidats conseiller #2 | Vote            | %               |
| ----------------------- | --------------- | --------------- |
| Louis Lair              | Sans opposition | Sans opposition |

| Candidats conseiller #3      | Vote            | %               |
| ---------------------------- | --------------- | --------------- |
| André Vaillancourt (Sortant) | Sans opposition | Sans opposition |

| Candidats conseiller #4      | Vote            | %               |
| ---------------------------- | --------------- | --------------- |
| Geneviève O'Brien (Sortante) | Sans opposition | Sans opposition |

| Candidats conseiller #5  | Vote | %     |
| ------------------------ | ---- | ----- |
| Patrick Tallon (Sortant) | 316  | 55,24 |
| Paul Chartrand           | 256  | 44,76 |

| Candidats conseiller #6 | Vote            | %               |
| ----------------------- | --------------- | --------------- |
| Roger Lavoie (Sortant)  | Sans opposition | Sans opposition |

## L'Île-du-Grand-Calumet
| Candidats pour la mairie     | Vote            | %               |
| ---------------------------- | --------------- | --------------- |
| Paul-Émile Marleau (Sortant) | Sans opposition | Sans opposition |

| Candidats conseiller #1    | Vote            | %               |
| -------------------------- | --------------- | --------------- |
| Colleen Griffin (Sortante) | Sans opposition | Sans opposition |

| Candidats conseiller #2        | Vote            | %               |
| ------------------------------ | --------------- | --------------- |
| Jean-Louis Corriveau (Sortant) | Sans opposition | Sans opposition |

| Candidats conseiller #3   | Vote | %     |
| ------------------------- | ---- | ----- |
| Émilie La Salle           | 315  | 80,36 |
| Philippe Ricard (Sortant) | 77   | 19,64 |

| Candidats conseiller #4  | Vote            | %               |
| ------------------------ | --------------- | --------------- |
| Mario Tremblay (Sortant) | Sans opposition | Sans opposition |

| Candidats conseiller #5 | Vote            | %               |
| ----------------------- | --------------- | --------------- |
| Jonathan Pagé           | Sans opposition | Sans opposition |

| Candidats conseiller #6     | Vote | %     |
| --------------------------- | ---- | ----- |
| Richard La Salle            | 230  | 59,13 |
| Marc-André Mantha (Sortant) | 159  | 40,87 |

## Litchfield
| Candidats pour la mairie       | Vote | %     |
| ------------------------------ | ---- | ----- |
| Colleen Larivière              | 135  | 37,40 |
| Brian Corriveau                | 119  | 32,96 |
| Michael McCrank (Sortant)      | 107  | 29,64 |
| Taux de participation : 64,5 % |      |       |

| Candidats conseiller #1 | Vote | %     |
| ----------------------- | ---- | ----- |
| Terry Racine            | 211  | 61,70 |
| Robert Carle            | 131  | 38,30 |

| Candidats conseiller #2 | Vote | %     |
| ----------------------- | ---- | ----- |
| Donald Graveline        | 250  | 71,43 |
| Vera Rutledge Mayor     | 100  | 28,57 |

| Candidats conseiller #3 | Vote            | %               |
| ----------------------- | --------------- | --------------- |
| Denis Dubeau (Sortant)  | Sans opposition | Sans opposition |

| Candidats conseiller #4 | Vote | %     |
| ----------------------- | ---- | ----- |
| Joe Belanger (Sortant)  | 193  | 54,83 |
| Barbara Kluke           | 159  | 45,17 |

| Candidats conseiller #5 | Vote | %     |
| ----------------------- | ---- | ----- |
| Emile Morin (Sortant)   | 234  | 66,48 |
| Richard Crawford        | 118  | 33,52 |

| Candidats conseiller #6   | Vote | %     |
| ------------------------- | ---- | ----- |
| Kenneth O'Leary (Sortant) | 182  | 51,85 |
| Keith Sauriol             | 169  | 48,15 |

## Mansfield-et-Pontefract
| Candidats pour la mairie       | Vote | %     |
| ------------------------------ | ---- | ----- |
| Katlheen Bélec                 | 730  | 65,35 |
| Roy Hérault                    | 387  | 34,65 |
| Taux de participation : 57,6 % |      |       |

| Candidats conseiller #1          | Vote | %     |
| -------------------------------- | ---- | ----- |
| Véronique Lamoureux              | 696  | 62,37 |
| Gérard (Jerry) Lavigne (Sortant) | 420  | 37,63 |

| Candidats conseiller #2 | Vote            | %               |
| ----------------------- | --------------- | --------------- |
| Gilles Dionne (Sortant) | Sans opposition | Sans opposition |

| Candidats conseiller #3     | Vote | %     |
| --------------------------- | ---- | ----- |
| Gélineault Dionne (Sortant) | 671  | 60,29 |
| Louis Boucher               | 442  | 39,71 |

| Candidats conseiller #4 | Vote | %     |
| ----------------------- | ---- | ----- |
| Gerry Ladouceur         | 611  | 54,70 |
| Jacques Céré            | 405  | 36,26 |
| Louis Landry            | 101  | 9,04  |

| Candidats conseiller #5          | Vote | %     |
| -------------------------------- | ---- | ----- |
| Claudette Béland-Pleau (Sortant) | 641  | 57,03 |
| Bernard Mousseau                 | 483  | 42,97 |

| Candidats conseiller #6  | Vote | %     |
| ------------------------ | ---- | ----- |
| Neil Gervais (Sortant)   | 643  | 57,51 |
| Ghislaine Béchamp-Drolet | 475  | 42,49 |

## Otter Lake
| Candidats pour la mairie       | Vote | %     |
| ------------------------------ | ---- | ----- |
| Graham Hawley (Sortant)        | 313  | 58,95 |
| François (Frank) Renaud        | 176  | 33,15 |
| Paul Bourgon                   | 42   | 7,91  |
| Taux de participation : 57,6 % |      |       |

| Candidats conseiller #1 | Vote | %     |
| ----------------------- | ---- | ----- |
| Maurice (Sonny) Latour  | 315  | 59,32 |
| Danielle Lapointe       | 216  | 40,68 |

| Candidats conseiller #2   | Vote            | %               |
| ------------------------- | --------------- | --------------- |
| Nancy Dagenais (Sortante) | Sans opposition | Sans opposition |

| Candidats conseiller #3 | Vote            | %               |
| ----------------------- | --------------- | --------------- |
| Jennifer Vadneau        | Sans opposition | Sans opposition |

| Candidats conseiller #4 | Vote | %     |
| ----------------------- | ---- | ----- |
| Vicky Dubeau            | 318  | 60,00 |
| Ivan Leblanc            | 212  | 40,00 |

| Candidats conseiller #5 | Vote            | %               |
| ----------------------- | --------------- | --------------- |
| Claude Piché (Sortant)  | Sans opposition | Sans opposition |

| Candidats conseiller #6    | Vote            | %               |
| -------------------------- | --------------- | --------------- |
| Jacques Gauthier (Sortant) | Sans opposition | Sans opposition |

- Kim Cartier-Villeneuve devient mairesse de la municipalité en cours de mandat[Quand ?].

## Portage-du-Fort
| Candidats pour la mairie       | Vote | %     |
| ------------------------------ | ---- | ----- |
| Lynne Cameron (Sortant)        | 94   | 57,32 |
| Neil Farrell                   | 70   | 42,68 |
| Taux de participation : 79,6 % |      |       |

| Candidats conseiller #1 | Vote            | %               |
| ----------------------- | --------------- | --------------- |
| Murray Wilson (Sortant) | Sans opposition | Sans opposition |

| Candidats conseiller #2 | Vote | %     |
| ----------------------- | ---- | ----- |
| Robert Simpson          | 96   | 59,26 |
| Edward Thompson         | 66   | 40,74 |

| Candidats conseiller #3  | Vote            | %               |
| ------------------------ | --------------- | --------------- |
| Gerald Manwell (Sortant) | Sans opposition | Sans opposition |

| Candidats conseiller #4 | Vote            | %               |
| ----------------------- | --------------- | --------------- |
| Jaques Guerette         | Sans opposition | Sans opposition |

| Candidats conseiller #5 | Vote | %     |
| ----------------------- | ---- | ----- |
| Paul Dubois             | 84   | 51,85 |
| Eric Guindon            | 78   | 48,15 |

| Candidats conseiller #6 | Vote            | %               |
| ----------------------- | --------------- | --------------- |
| Alan Farrell (Sortant)  | Sans opposition | Sans opposition |

## Rapides-des-Joachims
| Candidats pour la mairie | Vote            | %               |
| ------------------------ | --------------- | --------------- |
| James Gibson (Sortant)   | Sans opposition | Sans opposition |

| Candidats conseiller #1      | Vote            | %               |
| ---------------------------- | --------------- | --------------- |
| Anne-Marie Butler (Sortante) | Sans opposition | Sans opposition |

| Candidats conseiller #2 | Vote            | %               |
| ----------------------- | --------------- | --------------- |
| Robert Meilleur         | Sans opposition | Sans opposition |

| Candidats conseiller #3 | Vote            | %               |
| ----------------------- | --------------- | --------------- |
| Dale Levesque           | Sans opposition | Sans opposition |

| Candidats conseiller #4 | Vote | %     |
| ----------------------- | ---- | ----- |
| Carole Desnoyers        | 39   | 47,56 |
| Noël Leclerc            | 35   | 42,68 |
| Michel Gravel           | 8    | 9,76  |

## Shawville
| Candidats pour la mairie | Vote            | %               |
| ------------------------ | --------------- | --------------- |
| Sandra A. Murray         | Sans opposition | Sans opposition |

| Candidats conseiller #1 | Vote            | %               |
| ----------------------- | --------------- | --------------- |
| John Beimers (Sortant)  | Sans opposition | Sans opposition |

| Candidats conseiller #2   | Vote | %     |
| ------------------------- | ---- | ----- |
| William McCleary          | 407  | 60,21 |
| Sylvia Hodgins (Sortante) | 269  | 39,79 |

| Candidats conseiller #3 | Vote | %     |
| ----------------------- | ---- | ----- |
| Peggie Sheppard         | 514  | 76,37 |
| Nancy York              | 159  | 23,63 |

| Candidats conseiller #4        | Vote            | %               |
| ------------------------------ | --------------- | --------------- |
| Francis Jr. Stafford (Sortant) | Sans opposition | Sans opposition |

| Candidats conseiller #5 | Vote            | %               |
| ----------------------- | --------------- | --------------- |
| Bill Hobbs              | Sans opposition | Sans opposition |

| Candidats conseiller #6 | Vote | %     |
| ----------------------- | ---- | ----- |
| Patti Moffatt           | 398  | 59,05 |
| James Hodgins (Sortant) | 276  | 40,95 |

## Sheenboro
| Candidats pour la mairie | Vote            | %               |
| ------------------------ | --------------- | --------------- |
| Shamus Morris            | Sans opposition | Sans opposition |

| Candidats conseiller #1 | Vote            | %               |
| ----------------------- | --------------- | --------------- |
| Dick Edwards            | Sans opposition | Sans opposition |

| Candidats conseiller #2   | Vote            | %               |
| ------------------------- | --------------- | --------------- |
| John J. Brennan (Sortant) | Sans opposition | Sans opposition |

| Candidats conseiller #3 | Vote            | %               |
| ----------------------- | --------------- | --------------- |
| Joann McCann            | Sans opposition | Sans opposition |

| Candidats conseiller #4 | Vote            | %               |
| ----------------------- | --------------- | --------------- |
| Doris Ranger (Sortante) | Sans opposition | Sans opposition |

| Candidats conseiller #5    | Vote            | %               |
| -------------------------- | --------------- | --------------- |
| Lawrence Gleason (Sortant) | Sans opposition | Sans opposition |

| Candidats conseiller #6 | Vote            | %               |
| ----------------------- | --------------- | --------------- |
| Karen Shea (Sortante)   | Sans opposition | Sans opposition |

Élection partielle au poste de maire et de conseiller #3 en juillet 2014.
- Nécessaire en raison de la démission du maire Shamus Morris et de la conseillère Joann McCann, tous deux pour occuper de nouvelles fonctions[1].
- Doris Ranger, conseillère #4, devient mairesse de la municipalité[2].

## Thorne
| Candidats pour la mairie       | Vote | %     |
| ------------------------------ | ---- | ----- |
| Terence Murdock                | 182  | 61,49 |
| Edwin Ross Vowles (Sortant)    | 114  | 38,51 |
| Taux de participation : 58,1 % |      |       |

| Candidats conseiller #1 | Vote | %     |
| ----------------------- | ---- | ----- |
| Julie Abbott Miller     | 133  | 46,02 |
| Brenda Papineau         | 80   | 27,68 |
| Lilian Pasch            | 76   | 26,30 |

| Candidats conseiller #2     | Vote | %     |
| --------------------------- | ---- | ----- |
| Karen Daly-Kelly (Sortante) | 150  | 51,19 |
| Grant Hodgins               | 94   | 32,08 |
| Donald Lance                | 49   | 16,72 |

| Candidats conseiller #3        | Vote | %     |
| ------------------------------ | ---- | ----- |
| Marguerite Born                | 175  | 60,34 |
| Janis Schock-Pulley (Sortante) | 115  | 39,66 |

| Candidats conseiller #4  | Vote | %     |
| ------------------------ | ---- | ----- |
| Deborah Stafford         | 163  | 56,60 |
| Michel Guitard (Sortant) | 125  | 43,40 |

| Candidats conseiller #5 | Vote | %     |
| ----------------------- | ---- | ----- |
| Ernest Pasch (Sortant)  | 197  | 67,01 |
| Andrew Turcotte         | 97   | 32,99 |

| Candidats conseiller #6            | Vote | %     |
| ---------------------------------- | ---- | ----- |
| Essie Dagenais-Schwartz (Sortante) | 205  | 69,02 |
| Trina Inglis                       | 60   | 20,20 |
| Robert Cyrus Black                 | 32   | 10,77 |

## Waltham
| Candidats pour la mairie | Vote            | %               |
| ------------------------ | --------------- | --------------- |
| Garry Marchand (Sortant) | Sans opposition | Sans opposition |

| Candidats conseiller #1 | Vote | % |
| ----------------------- | ---- | - |
| Aucune candidature      |      |   |

| Candidats conseiller #2 | Vote            | %               |
| ----------------------- | --------------- | --------------- |
| David Rochon (Sortant)  | Sans opposition | Sans opposition |

| Candidats conseiller #3  | Vote            | %               |
| ------------------------ | --------------- | --------------- |
| Ramona Marion (Sortante) | Sans opposition | Sans opposition |

| Candidats conseiller #4 | Vote | % |
| ----------------------- | ---- | - |
| Aucune candidature      |      |   |

| Candidats conseiller #5 | Vote            | %               |
| ----------------------- | --------------- | --------------- |
| Elwood Allard (Sortant) | Sans opposition | Sans opposition |

| Candidats conseiller #6   | Vote            | %               |
| ------------------------- | --------------- | --------------- |
| Pierre Gauthier (Sortant) | Sans opposition | Sans opposition |

- David Rochon, conseiller #2, devient maire de la municipalité en 2015[3].